# Tomasz Wilkowski
Tomasz Wilkowski herbu Ślepowron (zm. przed 20 lutego 1676 roku) – chorąży mielnicki w 1662 roku, członek konfederacji tyszowieckiej 1655 roku.
Był elektorem Michała Korybuta Wiśniowieckiego z ziemi mielnickiej w 1669 roku. W 1674 roku był elektorem Jana III Sobieskiego z ziemi mielnickiej i z województwa brzeskolitewskiego.